# Lemula coerulea
Lemula coerulea là một loài bọ cánh cứng trong họ Cerambycidae.